# Số phận sau cùng của vũ trụ
Giả thuyết về sự kết thúc của vũ trụ là một chủ đề trong vật lý vũ trụ. Các giả thiết khoa học trái ngược nhau đã dự đoán ra nhiều khả năng kết thúc có thể diễn ra, gồm cả những tương lai của cả sự tồn tại hữu hạn và vô hạn. Một khi nhìn nhận rằng vũ trụ khởi đầu với Vụ Nổ Lớn là giả thuyết đã được cộng đồng các nhà khoa học chấp nhận , số phận sau cùng của vũ trụ trở thành một vấn đề vũ trụ học hợp lý, dựa trên các tính chất vật lý của khối lượng/năng lượng trong vũ trụ, mật độ trung bình của nó, và tỷ lệ mở rộng. Khi mở rộng, số phận của vũ trụ cũng là một chủ đề đáng chú ý trong khoa học viễn tưởng.
Có một sự đồng thuận ngày càng tăng giữa các nhà vũ trụ học cho rằng vũ trụ là phẳng và sẽ tiếp tục mở rộng mãi mãi. Số phận cuối cùng của vũ trụ phụ thuộc vào hình dạng của vũ trụ, và năng lượng tối có vai trò như thế nào theo tuổi của vũ trụ.

## Cơ sở khoa học đang xuất hiện

### Lý thuyết

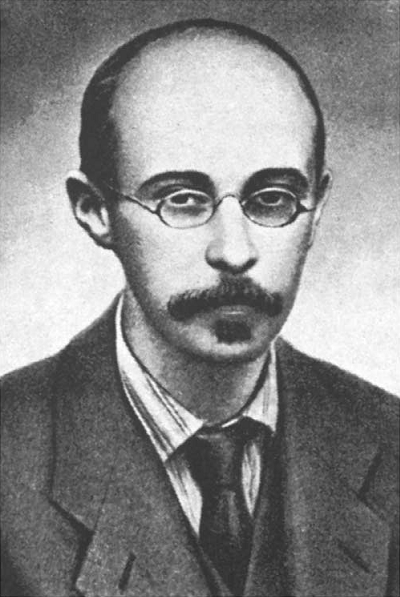
Alexander Friedman

Nghiên cứu khoa học lý thuyết về số phận cuối cùng của vũ trụ đã trở thành có thể với thuyết tương đối rộng của Albert Einstein năm 1916. Thuyết tương đối rộng có thể được sử dụng để miêu tả vũ trụ ở quy mô lớn nhất có thể. Có nhiều nghiệm số khả dĩ cho các phương trình của thuyết tương đối rộng, và mỗi nghiệm số cho ra một số phận có thể xảy ra của vũ trụ. Alexander Friedman đã đưa ra một số nghiệm số như vậy năm 1922, còn Georges Lemaître thì làm vào năm 1927. Một số trong số nghiệm đó là, vũ trụ đã mở rộng từ một điểm kỳ dị ban đầu, có nghĩa là, về cơ bản, là Vụ Nổ Lớn.

### Quan sát
Bằng chứng quan sát chưa có nhiều. Năm 1931, Edwin Hubble đã công bố kết luận của mình, dựa trên những quan sát các ngôi sao biến quang Cepheid ở những thiên hà xa xôi, rằng vũ trụ đang mở rộng. Từ đó về sau, sự khởi đầu của vũ trụ và sự kết thúc có thể xảy ra đã trở thành những chủ đề khám phá khoa học nghiêm túc.

### Vụ Nổ Lớn và các thuyết Trạng thái ổn định
Năm 1931, Georges-Henri Lemaître đặt ra một giả thuyết mà từ đó đã được gọi là thuyết Vụ Nổ Lớn về nguồn gốc của vũ trụ. Năm 1948, Fred Hoyle đặt ra thuyết Trạng thái Ổn định của mình trong đó vũ trụ tiếp tục mở rộng nhưng về mặt thống kê vẫn không hề thay đổi bởi các vật chất mới liên tục được tạo ra. Hai thuyết này là những đối thủ chính của nhau cho tới tận khám phá năm 1965 của Arno Penzias và Robert Wilson, về bức xạ nền vi sóng vũ trụ, một thực tế khẳng định dự đoán của thuyết Vụ Nổ Lớn, điều mà thuyết Trạng thái Ổn định không thể giải thích. Nhờ vậy, thuyết Vụ Nổ Lớn lập tức trở thành quan điểm được chấp nhận rộng rãi nhất về nguồn gốc vũ trụ. Tuy nhiên, cũng cần lưu ý rằng, trong hình thức mới nhất của mình, QSSC (Quasi-Steady State Cosmology, Vũ trụ học Trạng thái Tựa Ổn định), thuyết Trạng thái Ổn định giải thích bức xạ nền vi sóng vũ trụ như là ánh sáng từ ngôi sao đã nhiệt hoá, và toán học rất chính xác - mà dự báo ước tính của George Gamow từ mười lăm năm trước về 5-10K không đúng. Vấn đề là tìm ra được một lực có thể hấp thụ và tái bức xạ ở tần số vi sóng: giả thuyết cho rằng cacbon và sắt đảm nhiệm việc này và hơi toả ra từ các siêu sao đang cô đặc lạnh đi chậm thế nào.

### Hằng số vũ trụ
Khi Einstein trình bày thuyết tương đối rộng, ông và các đồng nghiệp của ông tin vào một vũ trụ tĩnh. Khi Einstein tìm ra rằng các biểu thức của ông có thể dễ dàng được giải theo cách để cho vũ trụ đang mở rộng, và sẽ co lại trong một tương lai xa, ông đã đưa vào trong những biểu thức đó cái mà ông gọi là một hằng số vũ trụ, chính là hằng số mật độ năng lượng không bị ảnh hưởng bởi bất kỳ một sự mở rộng hay co lại nào, vai trò của nó là để bù lại tác động của trọng trường trong vũ trụ như một khối tổng thể theo cách mà vũ trụ sẽ luôn tĩnh. Sau khi Hubble thông báo kết luận của mình rằng vũ trụ đang mở rộng, Einstein đã viết rằng hằng số vũ trụ là "sai lầm lớn nhất" của ông.

### Tham số mật độ
Một tham số quan trọng trong lý thuyết về số phận của vũ trụ là tham số mật độ, Omega (Ω), được xác định là tỷ số của mật độ vật chất vũ trụ trung bình với giá trị tới hạn của mật độ đó. Nó dẫn đến một trong ba mô hình vũ trụ có thể xảy ra dựa trên khả năng Ω là bằng, nhỏ hơn hay lớn hơn 1. Tương ứng, chúng được gọi là mô hình vũ trụ phẳng, vũ trụ mở và vũ trụ đóng. Ba trạng thái đó nói tới mô hình tổng thể của vũ trụ, chứ không phải sự cong cục bộ của không-thời gian gây ra bởi các đám vật chất nhỏ hơn (ví dụ, ở các thiên hà và các ngôi sao). Nếu trong vũ trụ chủ yếu là các vật chất trơ, như trong các mô hình bụi phổ biến trong hầu hết thế kỷ 20, sẽ có một số phận riêng biệt tuỳ theo mỗi mô hình. Vì thế các nhà vũ trụ học tìm cách xác định số phận vũ trụ bằng cách đo Ω, hay một cách tương đương là mức độ đang giảm đi của sự mở rộng vũ trụ.

### Lực đẩy
Bắt đầu từ năm 1998, các quan sát các sao siêu mới trong các thiên hà xa xôi cho thấy sự phù hợp với một vũ trụ mà sự giãn nở đang tăng tốc. Lý thuyết vũ trụ sau đó đã được thiết kế lại để cho phép sự tăng tốc có thể này, gần như luôn bởi sự tác động của năng lượng tối, mà ở hình thức đơn giản nhất của nó chỉ là một hằng số vũ trụ dương. Nói chung năng lượng tối là một thuật ngữ bao gồm toàn bộ cho bất kỳ một trường lý thuyết nào với áp suất âm, thường với một mật độ biến đổi khi vũ trụ mở rộng.

## Vai trò của Hình dạng vũ trụ
Đa số các nhà khoa học hiện tại tin rằng số phận của vũ trụ phụ thuộc vào hình dạng tổng thể của nó, lượng năng lượng tối nó có và vào phương trình trạng thái quyết định mật độ của năng lượng tối sẽ đáp ứng lại như thế nào với sự mở rộng của vũ trụ.  Những quan sát gần đây đã cho thấy, từ 7,5 tỷ năm sau Vụ Nổ Lớn, tốc độ mở rộng dường như đang tăng, tương xứng với thuyết Vũ trụ Mở. Tuy nhiên, các đo đạc khác gần đây của Tàu thăm dò Bất đẳng hướng Vi sóng Wilkinson (WMAP) gợi ý rằng vũ trụ hoặc là phẳng hoặc là rất gần với phẳng.

Số phận cuối cùng của một vũ trụ mở được quyết định bởi Ω lớn hơn, nhỏ hơn hay bằng 1.

### Vũ trụ đóng
Nếu Ω > 1, khi đó hình học vũ trụ là đóng như bề mặt một hình cầu. Tổng các góc trong một tam giác vượt quá 180 độ và không có các đường song song; tất cả các đường thẳng cuối cùng đều sẽ gặp nhau. Hình học của vũ trụ là, ít nhất ở một tỷ lệ rất lớn, elip.
Trong một vũ trụ đóng thiếu tác động đẩy của năng lượng tối, trọng trường cuối cùng sẽ làm dừng sự mở rộng của vũ trụ, sau đó nó bắt đầu co lại tới khi tất cả vật chất trong vũ trụ sụp đổ thành một điểm, một sự kết thúc kỳ dị được gọi bằng thuật ngữ "Vụ Co Lớn," ngược lại với Vụ Nổ Lớn. Tuy nhiên, nếu vũ trụ có lượng năng lượng tối lớn hơn (như một số lý thuyết hiện đại giả định), thì sự mở rộng của vũ trụ có thể tiếp tục vĩnh viễn - thậm chí nếu Ω > 1.

### Vũ trụ mở
Nếu Ω<1, hình học vũ trụ là mở, ví dụ, cong âm như bề mặt một chiếc yên ngựa. Tổng các góc trong một tam giác nhỏ hơn 180 độ, và các đường thẳng không giao nhau không bao giờ ở khoảng cách bằng nhau; chúng có một điểm gần nhau và ngày càng tách xa nhau. Hình học vũ trụ là hyperbol.
Thậm chí khi không có năng lượng tối, một vũ trụ cong âm mở rộng vĩnh viễn, trọng trường chỉ đơn giản làm giảm tốc độ mở rộng. Với năng lượng tối, sự mở rộng không chỉ tiếp tục mà còn tăng lên. Số phận của một vũ trụ mở hoặc sẽ là cái chết nhiệt, "Vụ Đóng băng Lớn", hoặc "Vụ Xé rách Lớn," khi sự tăng tốc gây ra bởi năng lượng tối cuối cùng sẽ trở nên quá mạnh khiến nó lấn át hoàn toàn các hiệu ứng của trọng trường, điện tử và các lực ràng buộc yếu.
Trái ngược lại, một hằng số vũ trụ âm, có thể tương đương với một mật độ năng lượng tối và áp lực dương, có thể gây ra thậm chí một vũ trụ mở tái sụp đổ trong một vụ co lớn. Khả năng này đã bị các quan sát bác bỏ.

### Vũ trụ phẳng
Nếu mật độ trung bình của vũ trụ chính xác bằng với mật độ tới hạn để cho Ω=1, thì hình học của vũ trụ là phẳng: tương tự như trong hình học Ơclít, tổng các góc trong một tam giác bằng 180 độ và các đường thẳng song song luôn cách đều. Các đo đạc từ WMAP đã xác nhận vũ trụ là phẳng với biên sai số chỉ là 0,4%.
Nếu không có năng lượng tối, một vũ trụ phẳng sẽ mở rộng vĩnh viễn nhưng với tốc độ giảm liên tục, với sự mở rộng tiệm cận tới 0. Nếu có năng lượng tối, tốc độ mở rộng của vũ trụ ban đầu sẽ chậm lại, vì hiệu ứng trọng trường, nhưng cuối cùng sẽ tăng lên. Số phận cuối cùng của vũ trụ cũng giống như vũ trụ mở. Năm 2005, lý thuyết số phận Fermion-boson của vũ trụ được đề xuất, cho thấy đa số vũ trụ cuối cùng sẽ bị chiếm giữ toàn bộ bởi ngưng tụ Bose-Einstein và tương tự tựa hạt fermion, có lẽ gây ra bởi một vụ nổ sụp.

## Các thuyết về sự kết thúc của vũ trụ
Số phận của vũ trụ được quyết định bởi mật độ của nó. Sự đông đảo của những bằng chứng cho tới hiện tại, dựa trên những đo đạc tốc độ mở rộng và mật độ vật chất, thiên về một vũ trụ sẽ tiếp tục mở rộng mãi mãi, dẫn tới một viễn cảnh "Vụ Đóng băng Lớn" như ở dưới. Tuy nhiên, các quan sát là không thuyết phục và các mô hình thay thế là hoàn toàn có thể.

### Vụ Đóng Băng Lớn hay cái chết nhiệt
Vụ Đóng Băng Lớn là một viễn cảnh theo đó sự mở rộng liên tục của vũ trụ sẽ dẫn tới một vũ trụ dần tiệm cận tới nhiệt độ không tuyệt đối. Viễn cảnh này, kết hợp với viễn cảnh Vụ Rách Lớn, hiện đang giành được vị trí của giả thuyết quan trọng nhất. Nếu không có sự hiện diện của năng lượng tối, nó chỉ có thể xảy ra trong một hình học hyperbol hay hình học phẳng. Với một hằng số vũ trụ dương, nó cũng có thể xảy ra trong một vũ trụ đóng. Trong viễn cảnh này, các ngôi sao được dự kiến là hình thành thông thường trong 1012 đến 1014 (1–100 nghìn tỷ) năm, nhưng cuối cùng thì sự cung cấp khí cần thiết cho sự hình thành sao sẽ cạn kiệt. Khi các ngôi sao đang tồn tại hết nhiên liệu và ngừng chiếu sáng thì vũ trụ sẽ dần dần chuyển thành tối tăm hơn, dù chậm nhưng không thể tránh khỏi. Cuối cùng, các lỗ đen sẽ thống lĩnh vũ trụ, tự bản thân chúng cũng sẽ biến mất theo thời gian do chúng phát ra bức xạ Hawking. Theo dòng thời gian vô hạn, sẽ có sự giảm entropy bột phát bởi định lý truy toán Poincaré, các dao động nhiệt, và định lý dao động.
Một viễn cảnh liên quan là cái chết nhiệt, cho rằng vũ trụ sẽ đi vào một trạng thái entropy tối đa trong đó mọi thứ cuối cùng sẽ phân bố đều, và không có các gradient — là những thứ cần thiết để duy trì xử lý thông tin, một hình thức của nó là sự sống. Viễn cảnh cái chết nhiệt tương tích với cả ba mô hình vũ trụ, nhưng đòi hỏi rằng vũ trụ sẽ phải đạt đến một nhiệt độ tối thiểu cuối cùng.

### Vụ Xé rách Lớn: Khoảng thời gian cuộc sống hữu hạn
Trong trường hợp đặc biệt của năng lượng ma tối, vốn có áp suất âm hơn một hằng số vũ trụ đơn giản, mật độ của năng lượng tối tăng theo thời gian, khiến tốc độ gia tốc tăng lên, dẫn tới một sự gia tăng ổn định của hằng số Hubble. Vì thế, mọi vật thể vật liệu trong vũ trụ, bắt đầu với các thiên hà và cuối cùng (trong một thời gian hữu hạn) tất cả các hình thức, dù nhỏ thế nào, sẽ tan rã thành các hạt cơ bản và bức xạ, bị xé toạc bởi lực năng lượng ma và bắn xa khỏi nhau. Tình trạng cuối cùng của vũ trụ là một kỳ dị, bởi mật độ năng lượng tối và tốc độ mở rộng trở nên vô hạn.

### Vụ Co Lớn

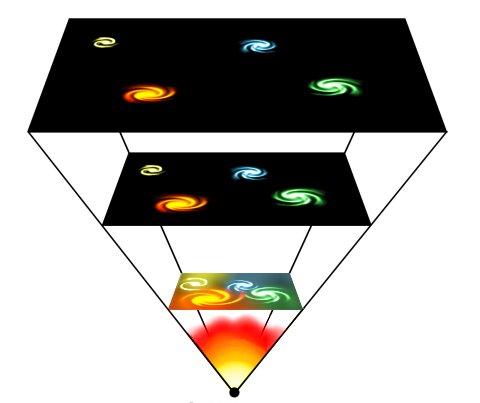
Vụ Co Lớn. Trục dọc có thể coi là thời gian âm hay dương.

Thuyết Vụ Co Lớn là một mô hình cân đối về số phận cuối cùng của vũ trụ. Giống như Vụ Nổ Lớn đã khởi đầu sự mở rộng của vũ trụ, thuyết này cho rằng mật độ trung bình của vũ trụ đủ để dừng sự mở rộng và bắt đầu co lại. Kết quả cuối cùng còn chưa được biết; một phép ngoại suy đơn giản là toàn bộ vật chất và không thời gian trong vũ trụ sẽ sụp đổ vào một kỳ dị không kích thước, nhưng ở những tỷ lệ đó những hiệu ứng lượng tử còn chưa được biết cần phải được xem xét tới (Xem Hấp dẫn lượng tử).
Viễn cảnh này cho phép Vụ Nổ Lớn diễn ra ngay lập tức sau Vụ Co Lớn của một vũ trụ trước đó. Nếu điều này diễn ra nối tiếp, chúng ta có một vũ trụ dao động. Khi ấy vũ trụ có thể gồm một chuỗi vô hạn các vũ trụ giới hạn, mỗi vũ trụ giới hạn kết thúc bằng một Vụ co lớn và cũng là Vụ nổ lớn của vũ trụ tiếp theo. Về lý thuyết, vũ trụ dao động có thể không tương thích với định luật hai nhiệt động lực học: entropy sẽ tích tụ theo các dao động và gây ra cái chết nhiệt. Các đo đạc khác cho thấy vũ trụ không đóng. Những tranh cãi đó khiến các nhà vũ trụ học từ bỏ mô hình vũ trụ dao động. Một ý tưởng gần như tương tự là mô hình tuần hoàn, nhưng ý tưởng này tránh được cái chết nhiệt, bởi một sự mở rộng của các brane làm loãng entropy tích tụ ở vòng tuần hoàn trước.

### Vụ Nảy Lớn
Vụ Nảy Lớn là một mô hình khoa học lý thuyết liên quan tới sự khởi đầu của vũ trụ đã biết. Nó xuất phát từ vũ trụ dao động hay diễn giải sự lặp lại có chu kỳ của Vụ Nổ Lớn, theo đó sự kiện vũ trụ đầu tiên là kết quả của sự sụp đổ của vũ trụ trước đó.
Theo một phiên bản của thuyết Vụ Nổ Lớn của vũ trụ học, ở thời điểm khởi đầu của vũ trụ nó có mật độ vô hạn. Một sự miêu tả như vậy dường như không thích hợp với mọi thứ khác trong vật lý, và đặc biệt cơ học lượng tử và nguyên lý bất định của nó. Vì thế, không ngạc nhiên rằng cơ học lượng tử đã khiến một phiên bản khác của thuyết Vụ Nổ Lớn xuất hiện. Tương tự, nếu vũ trụ đóng, lý thuyết này sẽ tiên đoán rằng một khi vũ trụ sụp đổ nó sẽ sinh ra một vũ trụ khác trong một sự kiện tương tự Vụ Nổ Lớn sau khi đạt tới một kỳ dị vũ trụ hay một lực đẩy lượng tử gây ra sự tái mở rộng.

### Đa vũ trụ: không có sự kết thúc hoàn toàn
Lý thuyết đa vũ trụ cho rằng vũ trụ của chúng ta chỉ là một trong vô số vũ trụ tồn tại song song, có thể với những định luật vật lý khác nhau. Dù số phận cuối cùng của vũ trụ của chúng ta có thể nào, hầu hết tất cả các vũ trụ song song sẽ có các số phận khác nhau. Và tuy nhiều vũ trụ có thể là đóng, nhiều vũ trụ có thể là mở. Đa vũ trụ là một toàn thể có thể không bao giờ chấm dứt hoàn toàn.

### Chân không giả
Nếu chân không không ở trạng thái năng lượng thấp nhất của nó (chân không giả), nó có thể thông qua đường hầm để vào trạng thái năng lượng thấp hơn. Điều này được gọi là phân rã chân không. Nó có khả năng thay đổi tận gốc rễ vũ trụ của chúng ta; ở những viễn cảnh táo bạo hơn thậm chí nhiều hằng số vật lý có thể có những giá trị khác nhau, tác động nghiêm trọng tới những nền tảng của vật chất, năng lượng, và không thời gian. Cũng có thể rằng toàn bộ các cơ cấu sẽ bị tiêu diệt ngay lập tức, mà không có sự cảnh báo trước.

#### Sự giải thích Nhiều thế giới của cơ học lượng tử
Theo diễn giải nhiều thế giới của cơ học lượng tử, vũ trụ sẽ không kết thúc theo kiểu này. Thay vào đó, mỗi lần một sự kiện lượng tử xảy ra khiến vũ trụ suy tàn từ một chân không giả thành một trạng thái chân không, vũ trụ phân chia thành nhiều thế giới mới. Trong một số các thế giới mới do vũ trụ tiếp tục suy tàn; trong một số thế giới khác vũ trụ tiếp tục như trước đó.

### Bất định vũ trụ
Mỗi khả năng được mô tả ở trên dựa trên một hình thức rất đơn giản của phương trình trạng thái năng lượng tối. Nhưng như tên gọi của nó ngụ ý, hiện nay người ta hầu như không biết gì về vật lý của năng lượng tối. Nếu lý thuyết lạm phát là đúng, vũ trụ đã trải qua một giai đoạn bị thống trị bởi một hình thức khác biệt của năng lượng tối ở những thời điểm đầu tiên của Vụ Nổ Lớn, nhưng sự lạm phát đã chấm dứt, cho thấy một phương trình trạng thái phức tạp hơn nhiều so với những gì đã giả định đến nay về năng lượng tối ngày nay. Rất có thể là phương trình trạng thái năng lượng tối lại thay đổi một lần nữa, dẫn tới một sự kiện sẽ để lại những hậu quả cực khó để lập tham số hay dự đoán.

## Những khó khăn do quan sát với các lý thuyết
Sự lựa chọn giữa những viễn cảnh đối nghịch được tiến hành bởi việc 'cân' vũ trụ, ví dụ, đo đạc những sự đóng góp tương đối của vật chất, bức xạ, vật chất tối và năng lượng tối vào mật độ tới hạn. Cụ thể hơn, các viễn cảnh trái ngược được đánh giá theo các dữ liệu về các cụm thiên hà và các sao siêu mới ở xa xôi, và theo các bất đẳng hướng trong bức xạ nền vi sóng vũ trụ.

## Sự sống trong một vũ trụ chết
Lý thuyết trí thông minh vĩnh cửu của Dyson cho rằng một nền văn minh tiên tiến có thể tồn tại trong một khoảng thời gian vô hạn mà chỉ cần một lượng năng lượng hữu hạn. Một nền văn minh như vậy sẽ biến đổi các giai đoạn hoạt động ngắn bằng những giai đoạn ngủ đông thậm chí còn dài hơn.
John Barrow và Frank J. Tipler (1986) đã đưa ra nguyên tắc thời kỳ tồn tại cuối cùng: sự xuất hiện của sự sống thông minh là không thể tránh được, và một khi sự sống thông minh đó tồn tại ở một nơi nào đó trong vũ trụ, nó sẽ không bao giờ chết. Barrow và Tipler thậm chí còn đi xa hơn: số phận cuối cùng của sự sống thông minh là để thâm nhập vào và kiểm soát toàn bộ vũ trụ ở mọi khía cạnh chỉ trừ một: trí thông minh không thể ngăn cản Vụ Co Lớn. Hơn nữa, nó sẽ không muốn làm thế bởi nguồn cung cấp năng lượng chính trong một vũ trụ đang trải qua. Vụ Co Lớn sẽ là một điểm nóng trong bầu trời xuất hiện từ một sự co bất đối xứng của vũ trụ. Họ đoán rằng sự bất đối xứng cần thiết sẽ được tạo ra bởi một số hình thức sự sống thông minh.
Viễn cảnh điểm Omega của Tipler (Tipler 1994) cho rằng sự đảo ngược viễn cảnh sự sống thông minh vĩnh cửu sẽ là trường hợp cho một nền văn minh đang ở trong những giai đoạn cuối cùng của một Vụ co lớn. Một nền văn minh như vậy sẽ, trên thực tế, qua một lượng thời gian "chủ quan" vô hạn trong cuộc đời còn lại hữu hạn của vũ trụ, sử dụng năng lượng to lớn của Vụ co lớn để tăng tốc quá trình thành tạo nhanh hơn sự tiếp cận của kỳ dị cuối cùng.
Dù có thể xảy ra trên lý thuyết, không chắc chắn rằng liệu sẽ có những kỹ thuật như vậy để khiến các viễn cảnh ấy có thể xảy ra. Hơn nữa, những giải pháp hữu hiệu có thể không phân biệt được với tình trạng hiện tại của vũ trụ của chúng ta. Nói cách khác, nếu nền văn minh không thể ngăn vũ trụ sụp đổ, ít nhất họ có thể sử dụng năng lượng từ vụ sụp đổ để tái tạo các vũ trụ tương lai giống với vũ trụ đang kết thúc, nhưng với các tỷ lệ thời gian nhân tạo hay nén.
Các tác phẩm gần đây về lạm phát vũ trụ học, lý thuyết dây, và cơ học lượng tử đã chuyển các hướng tranh cãi về số phận cuối cùng của vũ trụ khác biệt so với các viễn cảnh do Dyson và Tipler đặt ra. Lý thuyết của Eric Chaisson và David Layzer cho thấy rằng không thời gian mở rộng sẽ gây ra "khe hở entropy" tăng lên, khiến nghi ngờ thuyết cái chết nhiệt. Viện dẫn tác phẩm của Ilya Prigogine về nhiệt động lực học xa từ mức cân bằng, phân tích của họ cho thấy khe hở entropy này có thể góp phần vào sự thành tạo, và vì thế tới sự thành tạo cấu trúc.
Tuy nhiên, Andrei Linde, Alan Guth, Ted Harrison, và Ernest Sternglass cho rằng lạm phát vũ trụ học cho thấy rõ sự hiện diện của một đa vũ trụ, và nó sẽ là thực tế thậm chí với sự hiểu biết hiện nay về các loài người thông minh tạo ra và truyền sự thành tạo de novo vào một vũ trụ riêng biệt. Alan Guth đã cho rằng một nền văn minh ở đỉnh thang Kardashev có thể tạo ra các vũ trụ tinh chỉnh trong một sự tiếp nối của quá trình tiến hoá dẫn tới sự tồn tại, phát triển và nhân lên. Ý tưởng này đã được phát triển thêm bởi giả thuyết vũ trụ sinh học ích kỷ (Selfish Biocosm Hypothesis), và bởi đề xuất rằng sự tồn tại của các hằng số lý thuyết cơ bản có thể là chủ đề của tiến hoá vũ trụ kiểu Darwin. Hơn nữa, những công trình lý thuyết hiện nay về vấn đề hấp dẫn lượng tử còn chưa được giải quyết và Nguyên tắc Giao thoa cho thấy các lượng vật lý truyền thống có thể được miêu tả bằng những thuật ngữ trao đổi thông tin, và tới lượt chúng lại khiến nổi lên những câu hỏi về khả năng áp dụng của các mô hình vũ trụ cũ.

## Quan điểm tôn giáo
Nhiều tôn giáo có đưa ra dự đoán về một sự kết thúc của vũ trụ. Nghiên cứu lý thuyết về số phận cuối cùng của vũ trụ và/hay số phận cuối cùng của con người được gọi là thuyết mạt thế. Nhiều niềm tin tôn giáo cho rằng đó sẽ là các tai biến, và một số người theo thuyết hữu thần không coi các lý thuyết khoa học khác nhau về sự kết thúc của vũ trụ mâu thuẫn với các niềm tin tôn giáo của họ. Cùng với đó, nhiều tôn giáo, đặc biệt là Hindu giáo, tin vào một vòng luân hồi vô tận những cuộc huỷ diệt và tái tạo.